# باسیاک
باسیاک (به فرانسوی: Bassillac) یک کمون در فرانسه است که در Canton of Saint-Pierre-de-Chignac واقع شده‌است.

## خصوصیات
باسیاک ۱۸٫۷۳ کیلومترمربع مساحت و ۱٬۷۸۹ نفر جمعیت دارد و ۱۲۰ متر بالاتر از سطح دریا واقع شده‌است.